# 27765 Brockhaus
27765 Brockhaus (1991 RJ41) là một tiểu hành tinh vành đai chính được phát hiện ngày 10 tháng 9 năm 1991 bởi F. Borngen ở Tautenburg.